# Биобаза-2
Биобаза-2 — посёлок сельского типа в городском округе Серпухов Московской области. До упразднения в 2018 году Серпуховского района входил в состав Дашковского сельского поселения. (до 29 ноября 2006 года входил в состав Райсемёновского сельского округа).

## Население
| 2002 | 2006 | 2010 | 2015 |
| ---- | ---- | ---- | ---- |
| 0    | ↗2   | ↘1   | ↗2   |

## География
Биобаза-2 расположена примерно в 26 км (по шоссе) на северо-запад от Серпухова, на правом берегу реки Нара, высота центра посёлка над уровнем моря — 146 м.